# Leea tuberculosemen
Leea tuberculosemen är en vinväxtart som beskrevs av Charles Baron Clarke. Leea tuberculosemen ingår i släktet Leea och familjen vinväxter. Inga underarter finns listade i Catalogue of Life.